# Fogliano (Reggio Emilia)
Fogliano o Villa Fogliano (I Fujan in dialetto reggiano) è una frazione del comune di Reggio Emilia.

## Geografia fisica
Fogliano è situata 6 km a sud-est del capoluogo. L'abitato si sviluppa prevalentemente lungo la ex strada statale 467 di Scandiano e confina ad est con il comune di Scandiano e a sud con quello di Albinea.

## Storia
(Le frasi in corsivo sono tratte da un saggio di Mons. Giovanni Saccani pubblicato il 22 agosto 1920, in occasione del 25º anno di parroccato dell'allora prevosto Mons. Giuseppe Caffagni.)
“Fogliano è una frazione del comune di Reggio posta a sud-est dalla città da cui dista circa 3 miglia. Ha la propria chiesa parrocchiale dedicata a S.Colombano Abbate e presso che mille abitanti che ascendono a 1350 se si computano case e famiglie che appartengono alla parrocchia, ma che civilmente sono del Comune di Scandiano e quello di Albinea. La parrocchia confina con Borzano, Montericco, Canali, S.Pellegrino, Gavasseto, Sabbione, Fellegara, Pratissolo, con un'estensione, se crediamo alla Corografia Ricci, di Bif. 2015."
"La villa di cui parliamo, non è nominata prima del mille."
Nel 1070 Fogliano risultava di proprietà della diocesi reggiana e sul finire del XII secolo fu infeudata a Guido Fogliani.
Essi favorirono espansione dei commerci dell'agricoltura e della cultura, introducendo importanti innovazioni ed aprendo vie commerciali. Dal 1805 al 1815 Fogliano fu sede di un comune autonomo che comprendeva le frazioni di Sabbione, Gavasseto e Cacciola. 
Villa Fogliano, ha ancora oggi una tradizione storica legata all'agricoltura essendo circondata e immersa, per la maggior parte, da campi coltivati.
A partire dagli anni novanta del '900 ha visto una progressiva integrazione all'interno della città, con una massiccia crescita delle abitazioni, come d'altronde è successo in tutta la periferia.

## Monumenti e luoghi d'interesse
L'attuale chiesa parrocchiale di San Colombano di Fogliano, dedicata al santo missionario irlandese, è situata al limite sud del paese, venne edificata a partire dal 1627; nel 1633, giunti a buon punto i lavori, si ritenne che la chiesa sarebbe stata ben presto atta al culto; sei anni dopo i lavori non erano ancora terminati. Nella seconda metà del secolo la chiesa “era lunga braccia 39, larg. 15 di una sol nave con un coro quadrato [...].Aveva tre altari, il maggiore, quello del rosario e quello di S. Rocco, questi due ultimi nelle relative cappelle, con pitture di diversi santi sopra gli altari [...].Alla chiesa di Fogliano poi venne aggiunta la sacristia nel 1760, la facciata nel 1763 opera di Andrea Tarabusi architetto reggiano, il nuovo battistero costruito da Pietro Armani nel 1765 e l'archivio fra le due sacristie nel 1770.  [...] durante il governo parrocchiale del Rett. Baldi fu prolungata la Chiesa di 7 metri, aggiungendovisi altre due Cappelle, nell'una delle quali fu collocato il Battistero" e venne rifatta la facciata in stile sobrio con quattro lesene e un rosone. La chiesa attuale sorse, forse, sui resti di un monastero fondato in epoca longobarda dai monaci di Bobbio. La primitiva chiesa di Fogliano, a parere di diversi studiosi, sorgeva nelle vicinanze della dismessa stazione ferroviaria. La Parrocchia di Fogliano comprende, oltre alla frazione di Fogliano, anche Bosco dove sorge la chiesa dedicata a Sant'Anna.

## Infrastrutture e trasporti
Villa Fogliano è attraversata dalla linea 9 di SETA che in questo paese ha uno dei suoi due capolinea davanti alla chiesa.